# Cor Nacional d'Espanya

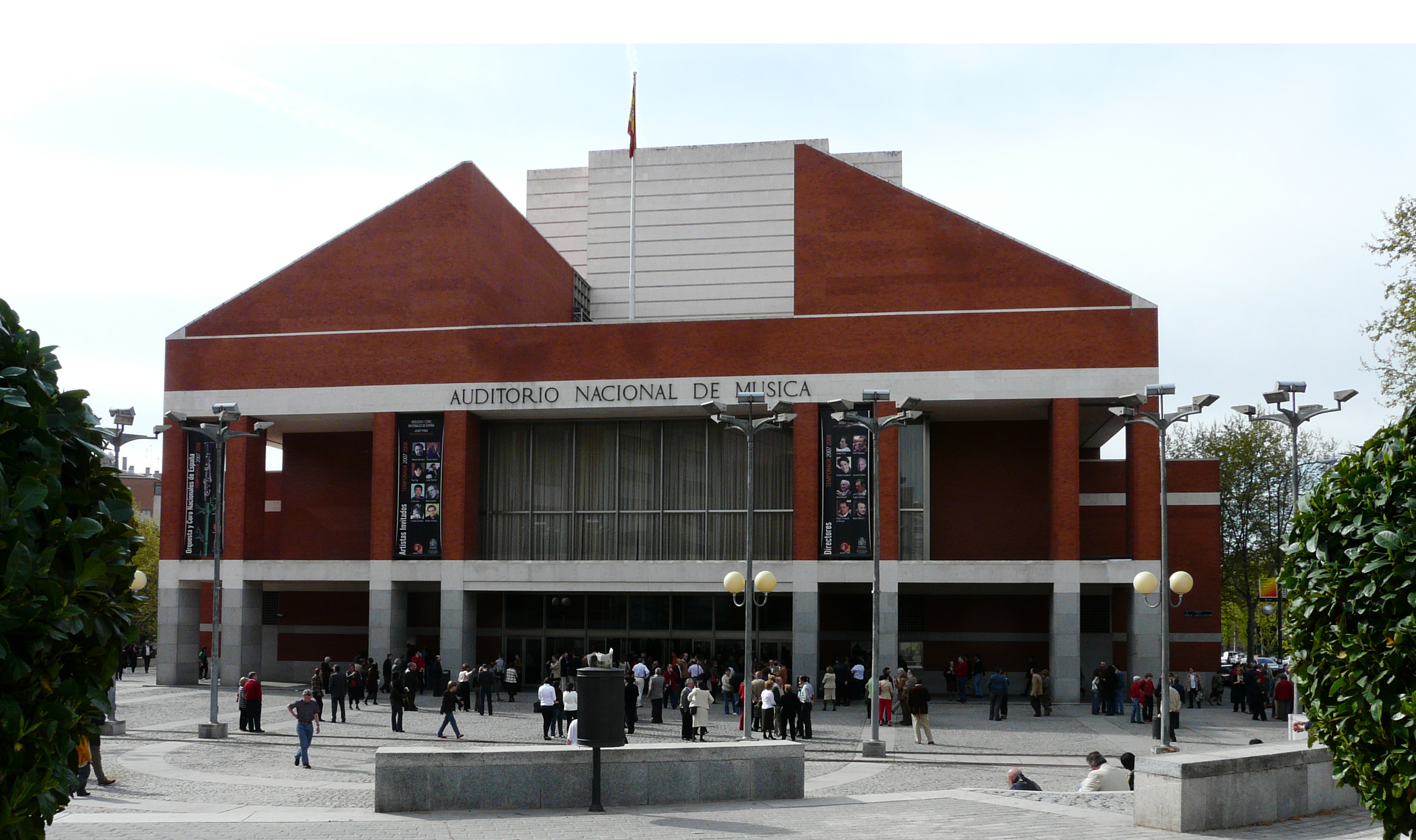
Auditori Nacional de Música a Madrid, seu del Cor Nacional d'Espanya.

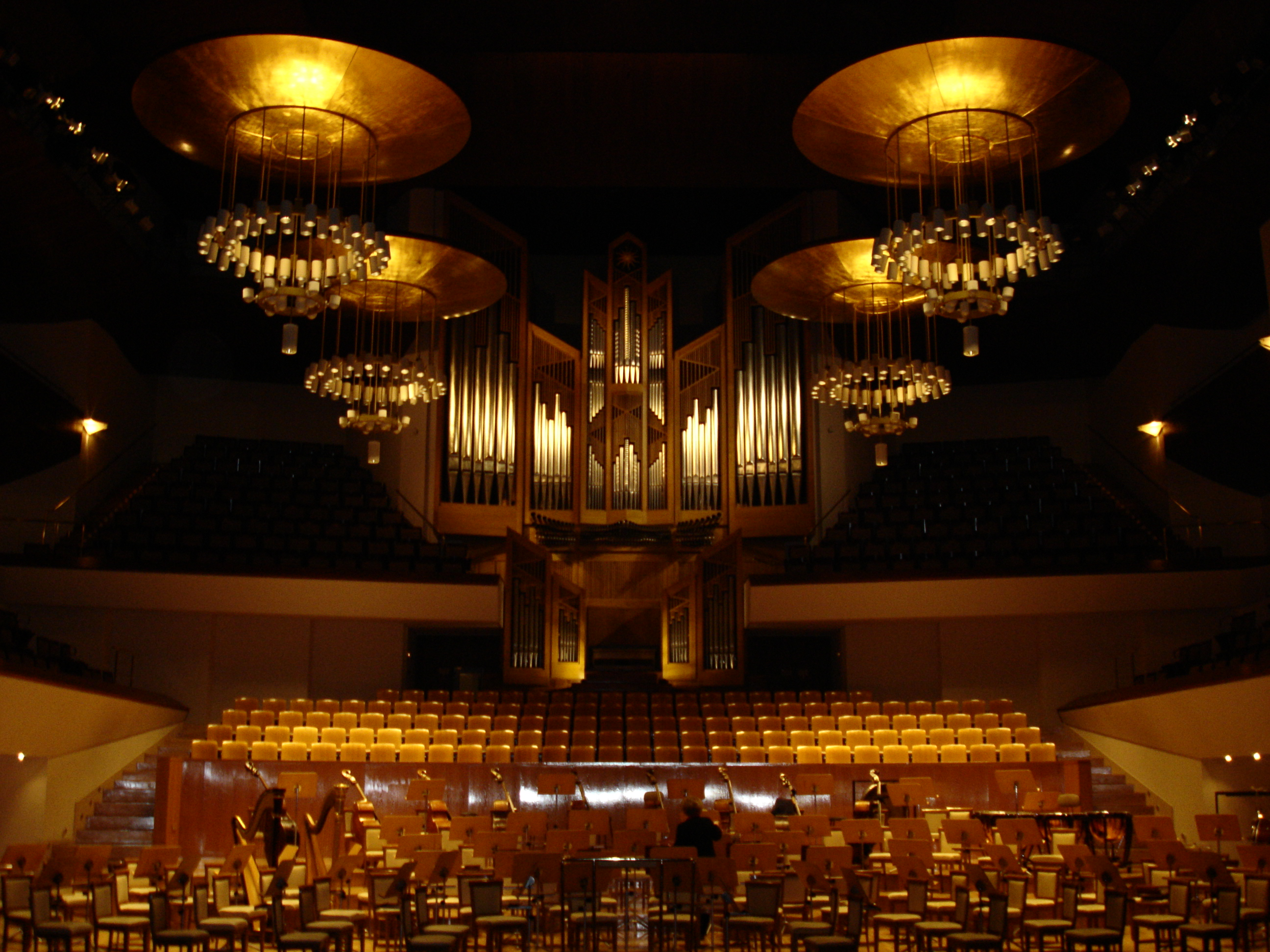
Sala Simfònica de l'Auditori Nacional de Música.

El Cor Nacional d'Espanya, fundat l'any 1971, té la seva seu a l'Auditori Nacional de Música de Madrid.

## Història
- El Cor Nacional d'Espanya va ser fundat per Lola Rodríguez Aragó amb el nom inicial de Cor de l'Escola Superior de Canto. La seva primera actuació va tenir lloc al Teatre Real de Madrid el 22 d'octubre de 1971, interpretant, juntament amb l'Orquestra Nacional d'Espanya i sota la batuta de Rafael Frühbeck de Burgos, la Segona Simfonia en Do menor, "Resurrecció", de Gustav Mahler.
- Des de la seva creació com a servei públic, el Cor Nacional d'Espanya ha tingut com a missió principal la difusió de la música coral i simfònica espanyola de totes les èpoques. El seu repertori abasta des d'obres a capella fins a grans composicions simfònic-corals i operístiques.
- A més de la seva participació en la temporada estable de concerts amb l'Orquestra Nacional d'Espanya, així com en cicles de cambra, polifonia i música coral, el cor col·labora amb les orquestres més destacades tant d'Espanya com de l'estranger.
- Entre els directors més rellevants que han dirigit el Cor Nacional d'Espanya destaquen:

Rafael Frühbeck de Burgos, Igor Markevitch, Sergiu Celibidache, Sergiu Comissiona, Yehudi Menuhin, Antoni Ros-Marbà, Jesús López Cobos, Cristóbal Halffter, Josep Pons, Aldo Ceccato, Yuri Ahronovitch, Riccardo Muti, Eliahu Inbal, Peter Maag, Helmuth Rilling, George Pehlivanian i José Ramón Encinar.
- L'any 2008, el nombre de membres del Cor Nacional d'Espanya era d'aproximadament 100 cantants, mentre que l'any 2014 va disminuir a 78.
- Juntament amb l'Orquestra Nacional d'Espanya, el Cor està integrat dins de l'Institut Nacional de les Arts Escèniques i de la Música (INAEM), organisme dependent del Ministeri de Cultura d'Espanya.

## Obres més interpretades
- Al llarg de la seva història, l'obra més interpretada pel Cor Nacional d'Espanya ha estat la Novena Simfonia de Beethoven. En segon lloc destaca el Rèquiem de Verdi, seguit en tercera posició per La vida breu de Manuel de Falla.

## Directors principals
- Miguel Ángel García Cañamero (Des de 2015)
- Joan Cabero (2010-2014)
- Mireia Barrera (2005–2010)
- Lorenzo Ramos (2003–2005)
- Rainer Steubing-Negenborn (1995–2003)
- Adolfo Gutiérrez Viejo (1992–1994)
- Alberto Blancafort (1987–1992)
- Tomás Cabrera (1987–1988)
- Carmen Helena Téllez (1987)
- Sabas Calvillo i Tomás Cabrera, direcció col·legiada (1983–1986)
- Enric Ribó (1982–1983)
- José de Felipe (1980–1981)
- Sabas Calvillo i Tomás Cabrera, direcció col·legiada (1980)
- Lola Rodríguez Aragó (1971–1979)